# Kerstin Jacob Westerlund
Kerstin Elisabet Jacobe-Westerlund, känd som Kerstin Jacob Westerlund, född 4 augusti 1941 i Solna, död 4 januari 2019 i Stockholm, var en svensk konstnär.
Westerlund, som var dotter till överingenjör Torsten Johnson och odontologie licentiat Iris Hartman-Johnson, avlade studentexamen 1960, studerade vid Konstfackskolan 1960–1964 och vid Kungliga Konsthögskolan 1965–1970. Hon var verksam främst som målare, men även som tecknare, grafiker och grafisk formgivare. Hon höll separatutställningar i Stockholm, Göteborg, Tammerfors, Lahtis, Kemi, Santa Cruz och Puerto de la Cruz på Teneriffa samt deltog i grupputställningar. Hon är representerad på bland annat Moderna museet i Stockholm, Moderna museet i Tammerfors, Konstmuseet i Lahtis samt Stockholms och Göteborgs kommuners samlingar. Hon var gift med fotografen Jan Olov Westerlund (född 1938) och medverkade, utöver nedanstående skrifter, även som illustratör i flera av maken författade böcker om fotografi. Kerstin Jacob Westerlund är begravd på Sandsborgskyrkogården i Stockholm.

## Verk i urval
- Muralmålning i Solna stadshus vigselrum (1964)
- Emaljarbete för Svenska Bostäder i Östberga (1968)
- Väggmålning i Wiks folkhögskola (1973)
- Diptyk för Stockholms tunnelbana (1976)
- Väggmålning i Roslagens sjukhus (1985)
- Takmålning för Norrbottens flygflottilj (F21) i Luleå (1986)
- Väggmålningen Strålkniven på Karolinska sjukhuset (1988)